# Omplacering av asylsökande inom Europeiska unionen
Omplacering av asylsökande inom Europeiska unionen innebär att en asylsökande och dennes asylansökan överförs från en medlemsstat till en annan inom Europeiska unionen i enlighet med de bestämmelser som finns i unionsrätten. Det är alltid endast en medlemsstat som ansvarar för prövningen av en asylansökan inom unionen.
Omplacering av asylsökande kan ske om vissa kriterier i Dublinförordningen uppfylls. Förordningen fastställer även en mekanism för hur överföringen av en asylsökande och dennes asylansökan ska ske. Därutöver kan omplacering av asylsökande ske om en eller flera medlemsstater försätts i en nödsituation med plötslig tillströmning av tredjelandsmedborgare, om Europeiska unionens råd, på förslag av Europeiska kommissionen, beslutar så. Två sådana beslut fattades i samband med flyktingkrisen 2015 för att avlasta asylsystemen i Italien och Grekland.

## Permanenta omplaceringsförfaranden
Enligt artikel 78.2 e i fördraget om Europeiska unionens funktionssätt ska Europaparlamentet och Europeiska unionens råd, i enlighet med det ordinarie lagstiftningsförfarandet, anta rättsakter som fastställer kriterier och mekanismer för att avgöra vilken medlemsstat som är ansvarig för att pröva en asylansökan. Den nuvarande lagstiftningen för detta ändamål utgörs av Dublinförordningen.

### Dublinförordningen
Dublinförordningen är en förordning som reglerar vilken medlemsstat som är ansvarig för att pröva en asylansökan inom Europeiska unionen. I egenskap av förordning är den direkt tillämplig inom hela unionen och gäller som lag i varje medlemsstat. Genom mellanstatliga avtal omfattas även Island och Norge samt Liechtenstein och Schweiz av förordningen.
I korthet innebär Dublinförordningen att en asylsökande inte själv kan välja vilken medlemsstat som ska pröva hans eller hennes asylansökan. Den ansvariga medlemsstaten fastställs istället genom ett antal kriterier som återfinns i förordningen. I första hand ska den asylsökande tillåtas återförenas med sin närmaste familj om han eller hon har familjemedlemmar som redan beviljats eller ansökt om asyl i en annan medlemsstat. Annars ska asylansökan som huvudprincip prövas av den medlemsstat där personen i fråga först reste in i unionen. Förordningen fastställer även en mekanism för hur asylsökande ska överföras mellan medlemsstaterna.
Bestämmelserna i Dublinförordningen har lett till att de medlemsstater som gränsar till regioner varifrån de flesta asylsökande kommer har fått ansvara för prövningen av de flesta asylansökningarna inom unionen. Under flyktingkrisen 2015 blev belastningen på de nationella asylsystemen i Italien och Grekland så stor att Europeiska unionens råd beslutade att inrätta en tillfällig omplaceringsmekanism för att överföra asylsökande från Italien och Grekland till andra medlemsstater.

### Permanent omplaceringsmekanism vid kriser
Den 9 september 2015 föreslog Europeiska kommissionen en ändring av Dublinförordningen med syfte att inrätta en permanent omplaceringsmekanism vid kriser. Enligt förslaget skulle asylsökande fördelas mellan medlemsstaterna enligt fastställda kvoter baserat på befolkning, bruttonationalprodukt (BNP), genomsnittligt antal asylansökningar under de fem föregående åren samt arbetslöshet. För att träda i kraft behövde förslaget antas av Europaparlamentet och Europeiska unionens råd i enlighet med det ordinarie lagstiftningsförfarandet. Förslaget mötte dock stort motstånd från flera medlemsstater, inte minst de i Visegrádgruppen (Polen, Slovakien, Tjeckien och Ungern), och rådet hade efter flera års förhandlingar fortfarande inte enats om förslaget. I juni 2019 drog kommissionen tillbaka sitt förslag.
Den 23 september 2020 presenterade kommissionen ett helt nytt förslag till en permanent omplaceringsmekanism som föreslås ersätta Dublinförordningen. I händelse av ett stort tryck på en medlemsstats asylsystem föreslås övriga medlemsstater bli tvungna att antingen ta emot asylsökande eller att bistå med återvändandet av asylsökande som har fått avslag på sin ansökan. Liksom det tidigare förslaget måste även detta godkännas av både Europaparlamentet och rådet innan det kan träda i kraft.

## Provisoriska omplaceringsförfaranden
Enligt artikel 78.3 i fördraget om Europeiska unionens funktionssätt kan Europeiska unionens råd, på förslag av Europeiska kommissionen, besluta om provisoriska åtgärder för att hjälpa en eller flera medlemsstater som försätts i en nödsituation med plötslig tillströmning av tredjelandsmedborgare. Ett sådant beslut fattas med kvalificerad majoritet, vilket innebär att enskilda medlemsstater inte kan blockera antagandet av beslutet. I samband med flyktingkrisen 2015 fattade rådet två sådana beslut till förmån för Italien och Grekland som innebar att upp till 160 000 asylsökande skulle kunna omplaceras till övriga medlemsstater.

### Omplacering från Italien och Grekland under flyktingkrisen
|  | Ja/För |

|  | Nej/Emot |

|  | Avstod |

|  | Undantagsklausul |

De nationella regeringarnas uppfattningar om det andra rådsbeslutet i september 2015

Under flyktingkrisen 2015 utsattes Italien och Grekland för en stor tillströmning av asylsökande, vilket ledde till en överbelastning av deras respektive nationella asylsystem. Europeiska kommissionen presenterade den 27 maj 2015 ett förslag till ett provisoriskt omplaceringsförfarande av upp till 40 000 asylsökande från Italien och Grekland för att mildra krisen. Vid sitt sammanträde den 25–26 juni 2015 ställde sig Europeiska rådet bakom förslaget, som antogs av Europeiska unionens råd med enhällighet den 14 september 2015. Den 9 september 2015 presenterade kommissionen ett andra förslag till ett provisoriskt omplaceringsförfarande, denna gång på upp till ytterligare 120 000 asylsökande. Rådet antog beslutet den 22 september 2015. Vid omröstningen röstade Rumänien, Slovakien, Tjeckien och Ungern emot förslaget medan Finland avstod. Eftersom beslutet endast krävde kvalificerad majoritet – och inte enhällighet – kunde det ändå antas. Danmark, Irland och Storbritannien deltog inte i omröstningen och omfattades inte av besluten på grund av sina undantagsklausuler på området med frihet, säkerhet och rättvisa. Irland valde dock senare att frivilligt ta emot ett antal asylsökande. Även Liechtenstein, Norge och Schweiz valde att på frivillig basis ansluta sig till omplaceringsförfarandet.
Besluten omfattade endast asylsökande av en nationalitet för vilka minst 75 procent av de sökande av samma nationalitet i genomsnitt hade beviljats asyl i första instans tidigare. Dessa asylsökande skulle få sin asylansökan överförd till en annan medlemsstat och, ifall deras asylansökan beviljades där, få uppehållstillstånd i den mottagande medlemsstaten istället för i Italien eller Grekland. De två besluten gällde för asylsökande som reste in på italienskt eller grekiskt territorium mellan den 16 september 2015 och den 17 september 2017 respektive mellan den 25 september 2015 och den 26 september 2017. Det andra beslutet ändrades av rådet 2016 till följd av unionens avtal med Turkiet om utbyte av asylsökande.
I det ursprungliga förslaget till det andra beslutet från Europeiska kommissionen föreslogs även att asylsökande från Ungern skulle omfattas av den provisoriska omplaceringsmekanismen. Den ungerska regeringen avböjde dock denna hjälp med hänsyn till att den motsatte sig omplaceringsmekanismen i sin helhet.
Med hänsyn till det stora antalet asylsökande som kom till Sverige och Österrike beslutade rådet under 2016 att tillfälligt upphäva helt eller delvis deras förpliktelser enligt omplaceringsmekanismen. Österrikes undantag, som omfattade 30 procent av den österrikiska kvoten, upphörde den 11 mars 2017, medan Sveriges undantag, som omfattade 100 procent av den svenska kvoten, upphörde den 16 juni 2017.

#### Omplaceringskvoter
Enligt en sammanställning från den 2 april 2018 hade knappt en tredjedel av den totala kvoten på 98 255 asylsökande omplacerats. Irland och Malta tog emot långt fler asylsökande än vad de hade åtagit sig att göra, medan två medlemsstater – Polen och Ungern – inte tog emot en enda asylsökande inom ramen för det provisoriska omplaceringsförfarandet. Flera medlemsstater motsatte sig öppet besluten och avstod från att genomföra alla de överföringar av asylsökande som de skulle göra enligt besluten.
| Medlemsstat        | Asylsökande från Italien                                      | Asylsökande från Italien                                      | Asylsökande från Italien                                      | Asylsökande från Grekland                                     | Asylsökande från Grekland                                     | Asylsökande från Grekland                                     | Totalt antal asylsökande från Italien och Grekland            | Totalt antal asylsökande från Italien och Grekland            | Totalt antal asylsökande från Italien och Grekland            |
| Medlemsstat        | Överförda                                                     | Åtagande                                                      | Andel (%)                                                     | Överförda                                                     | Åtagande                                                      | Andel (%)                                                     | Överförda                                                     | Åtagande                                                      | Andel (%)                                                     |
| ------------------ | ------------------------------------------------------------- | ------------------------------------------------------------- | ------------------------------------------------------------- | ------------------------------------------------------------- | ------------------------------------------------------------- | ------------------------------------------------------------- | ------------------------------------------------------------- | ------------------------------------------------------------- | ------------------------------------------------------------- |
| Belgien            | 471                                                           | 1 397                                                         | 33,7                                                          | 700                                                           | 2 415                                                         | 29,0                                                          | 1 171                                                         | 3 812                                                         | 30,7                                                          |
| Bulgarien          | 10                                                            | 471                                                           | 2,1                                                           | 50                                                            | 831                                                           | 6,0                                                           | 60                                                            | 1 302                                                         | 4,6                                                           |
| Cypern             | 47                                                            | 139                                                           | 33,8                                                          | 96                                                            | 181                                                           | 53,0                                                          | 143                                                           | 320                                                           | 44,6                                                          |
| Danmark            | Undantagsklausul på området med frihet, säkerhet och rättvisa | Undantagsklausul på området med frihet, säkerhet och rättvisa | Undantagsklausul på området med frihet, säkerhet och rättvisa | Undantagsklausul på området med frihet, säkerhet och rättvisa | Undantagsklausul på området med frihet, säkerhet och rättvisa | Undantagsklausul på området med frihet, säkerhet och rättvisa | Undantagsklausul på området med frihet, säkerhet och rättvisa | Undantagsklausul på området med frihet, säkerhet och rättvisa | Undantagsklausul på området med frihet, säkerhet och rättvisa |
| Estland            | 6                                                             | 125                                                           | 4,8                                                           | 141                                                           | 204                                                           | 69,1                                                          | 147                                                           | 329                                                           | 44,7                                                          |
| Finland            | 778                                                           | 779                                                           | 99,9                                                          | 1 202                                                         | 1 299                                                         | 92,5                                                          | 1 980                                                         | 2 078                                                         | 95,3                                                          |
| Frankrike          | 635                                                           | 7 115                                                         | 8,9                                                           | 4 394                                                         | 12 599                                                        | 34,9                                                          | 5 029                                                         | 19 714                                                        | 25,5                                                          |
| Grekland           | –                                                             | –                                                             | –                                                             | –                                                             | –                                                             | –                                                             | –                                                             | –                                                             | –                                                             |
| Irland             | 0                                                             | 360                                                           | 0,0                                                           | 1 022                                                         | 240                                                           | 425,8                                                         | 1 022                                                         | 600                                                           | 170,3                                                         |
| Italien            | –                                                             | –                                                             | –                                                             | –                                                             | –                                                             | –                                                             | –                                                             | –                                                             | –                                                             |
| Kroatien           | 22                                                            | 374                                                           | 5,9                                                           | 60                                                            | 594                                                           | 10,1                                                          | 82                                                            | 968                                                           | 8,5                                                           |
| Lettland           | 34                                                            | 186                                                           | 18,3                                                          | 294                                                           | 295                                                           | 99,7                                                          | 328                                                           | 481                                                           | 68,2                                                          |
| Litauen            | 29                                                            | 251                                                           | 11,6                                                          | 355                                                           | 420                                                           | 84,5                                                          | 384                                                           | 671                                                           | 57,2                                                          |
| Luxemburg          | 249                                                           | 248                                                           | 100,4                                                         | 300                                                           | 309                                                           | 97,1                                                          | 549                                                           | 557                                                           | 98,6                                                          |
| Malta              | 67                                                            | 53                                                            | 126,4                                                         | 101                                                           | 78                                                            | 129,5                                                         | 168                                                           | 131                                                           | 128,2                                                         |
| Nederländerna      | 1 020                                                         | 2 150                                                         | 47,4                                                          | 1 755                                                         | 3 797                                                         | 46,2                                                          | 2 775                                                         | 5 947                                                         | 46,6                                                          |
| Polen              | 0                                                             | 1 861                                                         | 0,0                                                           | 0                                                             | 4 321                                                         | 0,0                                                           | 0                                                             | 6 182                                                         | 0,0                                                           |
| Portugal           | 356                                                           | 1 173                                                         | 30,3                                                          | 1 192                                                         | 1 778                                                         | 67,0                                                          | 1 548                                                         | 2 951                                                         | 52,4                                                          |
| Rumänien           | 45                                                            | 1 608                                                         | 2,8                                                           | 683                                                           | 2 572                                                         | 26,6                                                          | 728                                                           | 4 180                                                         | 17,4                                                          |
| Slovakien          | 0                                                             | 250                                                           | 0,0                                                           | 16                                                            | 652                                                           | 2,5                                                           | 16                                                            | 902                                                           | 1,8                                                           |
| Slovenien          | 81                                                            | 218                                                           | 37,2                                                          | 172                                                           | 349                                                           | 49,3                                                          | 253                                                           | 567                                                           | 44,6                                                          |
| Spanien            | 235                                                           | 2 676                                                         | 8,8                                                           | 1 124                                                         | 6 647                                                         | 16,9                                                          | 1 359                                                         | 9 323                                                         | 14,6                                                          |
| Storbritannien     | Undantagsklausul på området med frihet, säkerhet och rättvisa | Undantagsklausul på området med frihet, säkerhet och rättvisa | Undantagsklausul på området med frihet, säkerhet och rättvisa | Undantagsklausul på området med frihet, säkerhet och rättvisa | Undantagsklausul på området med frihet, säkerhet och rättvisa | Undantagsklausul på området med frihet, säkerhet och rättvisa | Undantagsklausul på området med frihet, säkerhet och rättvisa | Undantagsklausul på området med frihet, säkerhet och rättvisa | Undantagsklausul på området med frihet, säkerhet och rättvisa |
| Sverige            | 1 392                                                         | 1 388                                                         | 100,3                                                         | 1 656                                                         | 2 378                                                         | 69,6                                                          | 3 048                                                         | 3 766                                                         | 80,9                                                          |
| Tjeckien           | 0                                                             | 1 036                                                         | 0,0                                                           | 12                                                            | 1 655                                                         | 0,7                                                           | 12                                                            | 2 691                                                         | 0,4                                                           |
| Tyskland           | 5 434                                                         | 10 327                                                        | 52,6                                                          | 5 391                                                         | 17 209                                                        | 31,3                                                          | 10 825                                                        | 27 536                                                        | 39,3                                                          |
| Ungern             | 0                                                             | 306                                                           | 0,0                                                           | 0                                                             | 988                                                           | 0,0                                                           | 0                                                             | 1 294                                                         | 0,0                                                           |
| Österrike          | 43                                                            | 462                                                           | 9,3                                                           | 0                                                             | 1 491                                                         | 0,0                                                           | 43                                                            | 1 953                                                         | 2,2                                                           |
| Europeiska unionen | 10 954                                                        | 34 953                                                        | 31,3                                                          | 20 716                                                        | 63 302                                                        | 32,7                                                          | 31 670                                                        | 98 255                                                        | 32,2                                                          |
| Island             | 0                                                             | –                                                             | –                                                             | 0                                                             | –                                                             | –                                                             | 0                                                             | –                                                             | –                                                             |
| Liechtenstein      | 0                                                             | –                                                             | –                                                             | 10                                                            | –                                                             | –                                                             | 10                                                            | –                                                             | –                                                             |
| Norge              | 816                                                           | –                                                             | –                                                             | 693                                                           | –                                                             | –                                                             | 1 509                                                         | –                                                             | –                                                             |
| Schweiz            | 920                                                           | –                                                             | –                                                             | 580                                                           | –                                                             | –                                                             | 1 500                                                         | –                                                             | –                                                             |
| Totalt             | 12 690                                                        | –                                                             | –                                                             | 21 999                                                        | –                                                             | –                                                             | 34 689                                                        | –                                                             | –                                                             |

#### Domstolsprocesser
Regeringarna i Polen (efter regeringsskiftet 2015), Slovakien, Tjeckien och Ungern var alla starkt kritiska till den provisoriska omplaceringsmekanismen för asylsökande från Italien och Grekland. Slovakiens och Ungerns regeringar ansåg att rådets andra beslut var olagligt och väckte talan om ogiltigförklaring vid EU-domstolen i slutet av 2015. De menade att beslutet stred mot flera grundläggande principer inom unionsrätten, däribland proportionalitetsprincipen, och att Europaparlamentet inte hade hörts i enlighet med unionens fördrag. EU-domstolen avvisade dock deras talan om ogiltigförklaring i en dom den 6 september 2017.
I december 2017 beslutade Europeiska kommissionen att väcka talan om fördragsbrott mot Polen, Tjeckien och Ungern. Dessa tre medlemsstater hade då fortfarande inte gett några indikationer till kommissionen på hur de skulle uppfylla sina åtaganden enligt de två rådsbesluten. Den 2 april 2020 fastslog EU-domstolen att de tre medlemsstaterna hade brutit mot unionsrätten genom att inte ta emot asylsökande i enlighet med besluten.